# 이승헌 (1950년)
이승헌(李承憲, 1950년 12월 23일 ~ )은 뇌 중심 훈련방법과 프로그램인 뇌교육을 개발한 대한민국의 기업인이자 명상가이다. 호는 일지(一指). 현재 국제뇌교육종합대학원대학교 총장과 글로벌사이버대학교 총장을 재직하고 있다. 또한, 한국뇌과학연구원의 원장이며, 유엔글로벌콤팩트(UN Global Compact)에 가입한 NGO인 국제뇌교육협회 회장으로 재직하고 있다. 그리고, 한민족의 역사와 문화를 연구하고 교육하는 사단법인 국학원과 명상교육기관인 (주)브레인트레이닝센터, 그리고 기업교육인 유답을 설립하였다. 2011년 9월 출간한 영문저서 '세도나스토리(The Call of Sedona)'가 2012년 2월 뉴욕타임스, 워싱턴포스트, USA투데이, LA타임스 등 미국 유력 4대 일간지에 베스트셀러에 올랐다.

## 약력
1950년 12월 23일 대한민국 충청남도 천안군 성남면 대흥리(현 천안시 동남구)에서 태어났다. 그는 단국대학교 체육교육학과 출신으로 현대 단학과 뇌교육시스템트레이닝을 접목시켜 창시하였는데, 이 프로그램이 뇌운영 및 뇌훈련 프로그램으로 몸과 마음의 통합력을 증대시키고, 유연하고 개방적인 마인드를 갖도록 해주며, 뇌의 창조성을 개발하도록 도와준다. 
미국의 워싱턴 D.C, 애틀란타 등 15개 도시는 그의 공로를 기념하여 ‘일지 리 데이’를 제정하였으며, 그는 2008 제야의 타종인사로 선정되기도 하였고 2009년 1월 8일을 미국 뉴욕시는 뇌교육의 날로 지정했다. 저서로는 《뇌파진동》, 《걸음아 날 살려라-장생보법》, 《아이 안에 숨어있는 두뇌의 힘을 키워라》, 《힐링 소사이어티》등이 있다.

## 활동
1980년, 무료 공원지도를 시작으로 지난 30년간 홍익정신과 뇌교육을 세계에 알린 자랑스러운 한국인으로 국민훈장을 받았다. 부산광역시 명예시민, 제주특별자치도 명예도민, 대전광역시 명예시민, 제주특별자치도 세계평화의 섬 명예홍보대사이기도 하다. 2008년에는 제야의 타종인사로 선정되기도 하였다.

이승헌 총장은 충남 천안에 사단법인 국학원과 한민족역사문화공원을 건립하여 민족혼을 되살리고 홍익인간 정신을 알리는 국학운동을 펼치고 있다. 미국 애리조나주 세도나 시에 우리전통문화를 알리는 한국민속문화촌과 인간사랑 지구사랑을 알리는 마고지구공원을 개원했다.
이승헌 총장은 설립한 민족기업 단월드, BR뇌교육, 유답은 수익금을 법인 및 단체활동에 사용하고 있으며, 그 기업들의 경영권과 소유권을 10여년 전 제자들에게 물려주었다. 이 총장은 2006년부터 건강하고 행복하고 평화로운 인류사회를 실현하기 위한 지구시민운동(뇌활용행복만들기운동)을 주창하여 전 세계적인 캠페인으로 펼치고 있다.
또한 세계 최초로 두뇌개발 올림피아드를 창안했다. '뇌에 대한 새로운 도전'이라는 구호 아래 2005년, 대한민국 서울에서 '제 1회 국제브레인 HSP 올림피아드'를 열었다. 이 대회는 대한민국 과학기술부, 대한민국 교육인적자원부의 후원을 받는 대회로 성장했으며, 2007년 제 3회 대회는 미국 뉴욕에서 8개국 700명이 참석한 가운데 열렸다.

## 수상
- 미국 조지아주 애틀란타시, 이승헌의 날 제정 (2001.10)
- 미국 조지아주 애틀란타시 ‘Phoenix Award’ 수상 (2002.9)
- 미국 텍사스주 휴스턴시 친선대사 위촉 (2002.10)
- 대한민국 국민훈장 석류장 수상 (국민복지 향상 및 국가발전기여) (2002.10)
- 미국 캘리포니아주 LA시 'LA Award' 수상 (2003.9)
- 미국 매사추세츠주 캠브리지시, 9월 19일‘ Ilchi Lee Day’제정 (2004.9)
- 제주도 명예도민 위촉 (2006.2)
- 미국 뉴멕시코주 산타페시 , 4월 10일‘ Ilchi Lee Day’제정 (2007.4)
- 미국 콜로라도주 덴버시, 7월 25일 ‘ Ilchi Lee Day' 제정 (2007.7)
- 미국 매릴랜드주 게이더스버그시, 8월 20일 ‘ Ilchi Lee Day' 제정 (2007.8)
- 미국 버지니아주 알렉산드리아시, 8월 20일‘ Ilchi Lee Day' 제정 (2007.8)
- 미국 텍사스주 휴스턴시, 8월 27일‘ Ilchi Lee Day' 제정 (2007.8)
- 미국 뉴멕시코주 알바쿠키시, 8월 30일,‘ Ilchi Lee Day' 제정 (2007.8)
- 미국 캘리포니아주 샌프란시스코 시, 9월 7일,‘ Ilchi Lee Day' 제정 (2007.9)
- 부산광역시 명예시민 위촉 (2007.10.28)
- 2008 보신각 새해맞이 제야의 타종 11인사로 선정 (2007.12.31)
- 제주특별자치도 ‘세계평화의 섬 명예홍보대사’ 위촉패 수여 (2008. 3. 24)
- 미국 하와이 호놀룰루시, 5월 30일 ‘ Ilchi Lee Day' 제정 (2008.5.30)
- 미국 일리노이주 알링턴하이츠시, 6월 14일 ‘ Ilchi Lee Day' 제정 (2008.6.14)
- 미국 일리노이주 글렌뷰시, 6월 14일 ‘ Ilchi Lee Day' 제정 (2008.6.14)
- 미국 일리노이주 팔라타인시, 6월 14일 ‘ Ilchi Lee Day' 제정 (2008.6.14)
- 미국 워싱턴DC, 8월 9일 ‘ Ilchi Lee Day' 제정 (2008.8.9)
- 미국 뉴욕시, 1월 8일, 뇌교육의 날 지정 (2009.1.8)
- 부산시, 2월 15일, 뇌교육의 날 지정 (2009.2.15)
- 미국 뉴멕시코주 산타페시 뇌교육의 날 (2009.3.11-15)
- 미국 뉴멕시코주 뇌교육의 날 (2009.3.11-15)
- 미국 뉴멕시코주 알바쿠키시 뇌교육의 날 (2009.3.11-15)
- 미국 워싱턴 DC 뇌교육의 날 (2009.3.16)
- 미국 아리조나주 챈들러시 뇌교육의 날 (2009.4.21)
- 미국 네바다주 라스베가스시 뇌교육의 날 (2009.4.25)
- 미국 콜로라도주 덴버시 뇌교육 주간 (2009.4.18-4.25)
- 미국 캘리포니아주 로스엔젤레스시 뇌교육의 날 (2009.5.2)
- 미국 메사추세츠주 캠브리지시 뇌교육의 날 (2009.5.6)
- 미국 캘리포니아주 마운튼 뷰시 뇌교육의 날 (2009.5.8)
- 미국 캘리포니아주 프리몬시 뇌교육의 날 (2009.5.8)
- 미국 텍사스주 휴스턴시 뇌교육의 날 (2009.5.22)
- 대전시, 명예시민 위촉 및 명예시민패 (2009. 7. 1)
- 속초시, 감사패 (2010.10.10)
- 미국 마와시 '일지리데이' 지정 및 선포 (2012.9.7)
- 남미 엘살바도르 정부, '평화의 수영장' 건립기념 감사패 수여 (2012.10.17)
- 미국 오션사이드시 일지리데이 지정 선포 (2013.5.9)
- 이승헌 총장 제작 <체인지> 다큐, 인도네시아 국제영화제 골드어워드 수상 (2013.11.28)
- <변화> 올해의 책 수상 (2014. 11. 20)
- 국민생활체육회 공로패 수상 (2015. 8)
- 서울시, 대전시, 대구시, 경기도, 경상북도 감사패 수상 (2015. 8)
- 미국 뉴욕 브롱스 감사패 수상 (2015. 9)
- 뉴맥시코주 뇌교육의 날 지정, 선포 (2017. 2)
- 대한체육회 감사패 수상 (2017. 10)
- 서울시체육회 감사패 수상 (2017. 10)
- 엘살바도르 정부 최고상 ‘호세 시메온 까냐스’ 수상 (2018. 9)
- 대한민국체육상 진흥상 수상 (2018. 10)
- 경남교육감 감사패 수상 (2018. 10)

## 저서
- 1985년 《단학》
- 1997년 《뇌호흡》
- 2000년 《Healing Society》(영문판), ‘2000년 12월 아마존닷컴 1위’
- 2001년 《힐링소사이어티》,《한국인에게 고함》
- 2001년 《힐링소사이어티를 위한 12가지 통찰》
- 2001년 《The Twelve Enlightenments for Healing Society》(영문판)
- 2002년 《숨쉬는 평화학》,《Mago's Dream》(영문판)
- 2003년 《Peaceology》(영문판)
- 2003년 《힐링차크라》, 《Healing Chakra - Light Awaken My Soul》(영문판)
- 2004년 《지구인의 꿈》
- 2005년 《아이 안에 숨어있는 두뇌의 힘을 키워라》
- 2006년 《Human Technology》(영문판) ‘2006년 1월 아마존닷컴 1위‘* [[
- 2006년 《휴먼테크놀로지》
- 2006년 《한국인에게 고함》(개정판)
- 2006년 《뇌를 알면 행복이 보인다》(공저)
- 2007년 《걸음아 날 살려라 - 장생보법》
- 2007년 《뇌를 알면 인생이 바뀐다》(일본어판)
- 2007년 《뇌안의 위대한 혁명 - BOS》
- 2008년 《In Full Bloom (성공적인 노년을 위한 뇌교육)》(영문판, 공저)
- 2008년 《뇌파진동》(영, 한)
- 2008년 《걸음아 날 살려라 - 장생보법》(일본어판, 고단샤출판)
- 2009년 《뇌파진동》(일본어판, 고댠샤출판)
- 2010년 《뇌교육 원론》
- 2011년 《두뇌의 힘을 키우는 생명전자의 비밀》
- 2011년 《세도나 스토리》(영, 일, 한)
- 2012년 《뇌철학》
- 2013년 《행복의 열쇠가 숨어있는 우리말의 비밀》
- 2013년 《자기명상》
- 2013년 《Change (체인지)》(영, 한)
- 2015년 <솔라바디>
- 2016년 <배꼽힐링>
- 2016년 《지구경영, 홍익에서 답을 찾다》 (공저)
- 2017년 《타오, 나를 찾아가는 깨달음의 여행》
- 2017년 《나는 120살까지 살기로 했다》
- 2018년 《대한민국에 이런 학교가 있었어?》